# Radio-art
Le radio-art utilise l'émission, le filtrage, la réception, la transmission, plus généralement la manipulation des ondes électromagnétiques pour en faire des œuvres. Dans les années 2000, Tetsuo Kogawa le définissait comme un art de la radiation ou du rayonnement.
Le radio-art se différencie de l'art radiophonique ou de la création radiophonique qui elles, produisent des formes - aussi expérimentales soient-elles - qui s'inscrivent dans les programmes diffusés par les stations radio (classiques, spécialisées ou web).
S'inscrivant dans la pensée de Mc Luhan, le radio-art utilise la technologie radiophonique à la fois comme médium mais aussi comme message. Il intervient directement sur la matière des ondes et les met en forme, ce qui le différencie de l'art sonore à proprement parler.
Le type d'ondes électromagnétiques utilisé induit des formes spécifiques : sculptures dans l'espace, installations, pièces sonores, performances...
Ainsi certaines œuvres de radio-art ne sont pas diffusables à la radio, d'autres oui.
Le radio-art est souvent inclus dans le champ des arts électroniques ou des nouveaux médias,, parfois dans le champ des arts sonores. Il pourrait dans tous les cas s'apparenter à un art de la transmission. 
L'appellation radio art en anglais englobe quant à elle le radio-art tel que défini plus haut, l'art radiophonique et la création radiophonique,.

## Types d'ondes utilisées dans le radio-art

Diagramme du spectre électromagnétique

Une onde irradie quelle que soit sa fréquence. « Le radio-art essaie ainsi d'intervenir sur la radiation des transmissions électromagnétiques et de créer une certaine forme d'onde », par oscillation, par résonance. 
Les ondes utilisées dans le radio-art sont classées de manière conventionnelle en EHF, SHF, UHF, VHF, HF, LF, VLF... en référence au spectre électromagnétique. 

## Œuvres de radio-art (exemples)

### Années 1960
En 1968, Max Neuhaus installe 20 émetteurs radios dans les arbres sur 600 m le long de la Lincoln Parkway à Buffalo, New York, et crée "Drive in Music".
Les émetteurs font se superposer 7 zones avec des composantes sonores variées, synthétisées sur place avec un équipement artisanal. La pièce sonore que les automobilistes entendent sur leur poste radio change en fonction de leur vitesse, de leur direction, de l'heure de la journée et des conditions météorologiques. La composition sonore de Neuhaus intègre en contrepoint les bruits aléatoires de l'environnement.
La même année, Robert Barry accentue sa recherche de désincarnation et dématérialisation des œuvres d'art. Il crée "Electromagnetic Energy Field". Une boîte de métal avec un interrupteur est reliée à de longs fils de cuivre qui courent le long des plinthes de la galerie. Le champ d'énergie que ce mécanisme génère constitue l'œuvre, invisible.
En 1969, il enterre des capsules de baryum-133 dans le sol de Central Park à New-York. L'œuvre s'appelle "Radiation piece : Baryum-133",.

### Années 1980
En 1981, Alvin Lucier compose "Sferics" à Middletown, Connecticut, installation sonore pour laquelle il construit de grandes antennes cadres afin d'enregistrer les perturbations ionosphériques et d'en faire un disque.
En 1982, Robert Adrian (en) organise pour Ars Electronica à Linz, Autriche, "Die Welt in 24 Stunden " (Le Tour du Monde en 24h), une œuvre de télécommunication qui utilise les lignes de téléphone et la télévision à balayage lent pour relier simultanément 16 villes différentes sur 3 continents.

### Années 1990
"Divining for Lost Sound" est une installation sonore de plein-air in-situ, créée par les artistes Absolute Value of Noise (Peter Courtemanche) et Lori Weidenhammer à Vancouver en 1996. L'œuvre est une métaphore du sourcier reliant des ondes radio et des champs électromagnétiques à la radiesthésie. Des antennes en cuivre enterrées créent un champ électromagnétique qui permet de détecter la présence ou la proximité des auditeurs. Le champ transmet un signal audio sur un récepteur radio portable. Plus le participant s'approche de l'antenne, plus la clarté du son s'améliore, et inversement.

### Années 2000
En 2002, l'artiste japonais Tetsuo Kogawa performe à Vienne et à Vancouver "Natural Radia" mettant en jeu des transmetteurs FM, des microphones, des récepteurs radios, les ondes radios, l'espace physique et ses mains.
La même année, à la 13ème biennale de Sydney, Australie, l'artiste Joyce Hinterding crée "Plasma Wave Instrument : Air Time". L'oeuvre utilise un générateur photovoltaïque à haute tension qui transforme la lumière du soleil en plasma. L'air s'y déplace plus vite que la vitesse du son, et brûle littéralement tout en produisant des ondes radio.
Depuis 2003, l'artiste allemande Christina Kubisch développe la série “Electrical Walks”. Promenade sonore qui utilise un casque à induction magnétique développé par l'artiste, l'œuvre rend audible les phénomènes électromagnétiques invisibles dans notre environnement (portiques de magasins, écrans publicitaires, entrées de métro). Le public est muni d'une carte pour le guider dans sa déambulation.
Joyce Hinterding crée en 2009 "Aura" au Breenspace, Sydney. Il s'agit d'une suite de dessins utilisant l'or et le graphite comme conducteurs pour mettre en évidence l'environnement électromagnétique de la galerie. Les images deviennent des dispositifs de récupération d'énergie.

### Années 2010
"Radio Fischli & Weiss" du collectif ∏-node est une installation modulaire de 2015, dans laquelle un signal sonore traverse différents médias (voies lumineuse, aqueuse, mécanique, hertzienne...) et se trouve petit à petit parasité, dégradé, transformé pour obtenir un nouveau signal,.
"Axis Mvndi", ensemble de sculptures radio-cosmiques créé par l'artiste Nicolas Montgermont en 2017, utilise des antennes, des ondes radios, et le cosmos comme médiums. Le dispositif emploie les ondes radio pour dessiner des modèles cosmologiques à grande échelle dans le cosmos. Une antenne mise en mouvement est la seule action apparente.
"Salle de Brouillage" est une ZAD électromagnétique, créée en 2018 par l'artiste Julien Clauss. L'installation met en jeu 30 émetteurs radio FM installés sur les murs d'un espace d'exposition, de manière à recouvrir la totalité de la bande FM. Des postes de radio sont à disposition des visiteurs, invités à déambuler dans l'espace et à explorer l'entrelacs d'ondes radios qui l'occupe. Les contenus sonores de chaque émetteur, composés par l'artiste, s'inspirent de l'univers de la radio et de la musique expérimentale.
Elaboré au début des années 2010 comme un projet de recherche par Martin Howse et ce qui deviendra la Mycelium Network Society, l'œuvre "Radio Mycelium" est montrée et performée à la Biennale Post-Nature de Taipei en 2018-2019. Le projet met le mycélium fongique en relation avec les signaux électromagnétiques et tente par ce biais une communication inter-espèce.